# Basalt
El basalt és una roca ígnia volcànica de color fosc, de gra fi, de textura vítria o hipocristal·lina i de composició màfica -rica en silicats de magnesi i ferro (principalment plagiòclasi i piroxens i amb la presència possible d'olivina i foids), i de baix contingut en sílice-; també pot tenir vidre volcànic intersticial.
Constitueix una de les roques més abundants a l'escorça terrestre, i també es troba a la superfície de la Lluna i de Mart, així com en alguns meteorits. Els basalts solen tenir una textura porfírica, amb fenocristalls d'olivina, augita i plagioclasa, i una matriu cristal·lina fina. A vegades, pot presentar-se en forma de vidre, denominat sideromelana, amb molt pocs cristalls, o sense.
El basalt és la roca volcànica més comuna i supera, pel que fa a superfície terrestre coberta, qualsevol altra roca ígnia, i fins i tot les supera totes juntes. Forma la major part dels fons oceànics. També hi ha grans extensions de basalt, anomenades trapps, sobre els continents. Les illes oceàniques i els arcs volcànics continentals i insulars són altres llocs on es pot trobar basalt.
El basalt té una densitat de 2,8 a 2,9 g/cm³, per la qual cosa és més dens que, per exemple, el granit.

## Etimologia
La paraula 'basalt' deriva en última instància del llatí tardà 'basaltes', una ortografia errònia del terme llatí 'basanites' que vol dir 'pedra molt dura'. Aquesta paraula, alhora, va ser importada del grec antic βασανίτης (basanites), de βάσανος (basanos, pedra de toc). El terme petrològic modern 'basalt', que descriu una composició particular de roca derivada de lava, s'origina en el seu ús per Georgius Agricola el 1546 a la seva obra De Natura Fossilium. Agricola va aplicar el terme 'basalt' a la roca negra volcànica sota el castell Stolpen del bisbe de Meißen, creient que era el mateix que la 'basaniten' descrita per Plini el Vell el 77 dC a Naturalis Historia.

## Definició, característiques i classificació

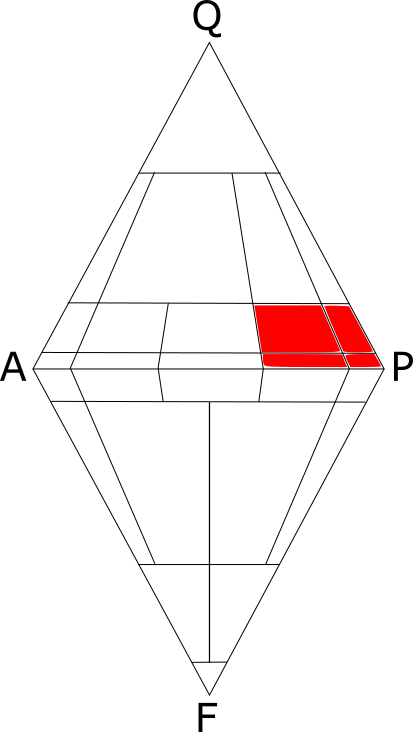
Classificació del basalt emprant el diagrama QAPF (en vermell)

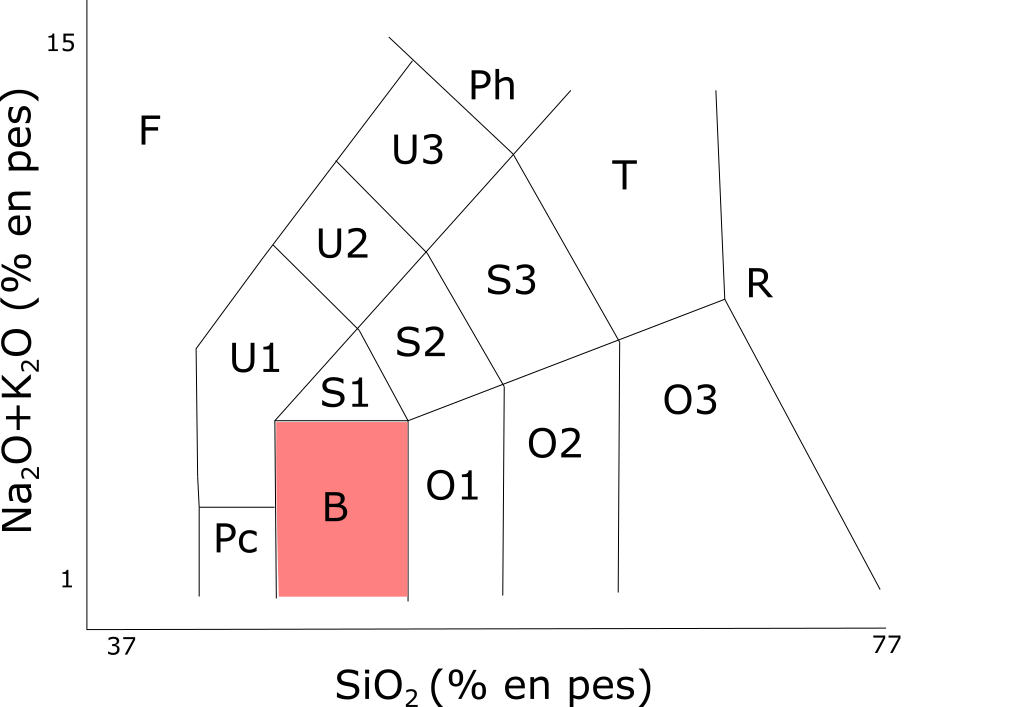
Classificació del basalt emprant el diagrama TAS (en rosa)

Els geòlegs classifiquen les roques ígnies pel seu contingut mineral sempre que és possible, sent especialment importants els percentatges de volum relatius de quars, feldespat alcalí, plagioclasa i feldespatoide (QAPF). Una roca ígnia afanítica (de gra fi) es classifica com a basalt quan la seva fracció QAPF està formada per menys d’un 10% de feldespatoide i menys d’un 20% de quars, amb la plagioclasa representant almenys el 65% del seu contingut en feldespat. Això situa el basalt al camp basalt/andesita del diagrama QAPF. El basalt es distingeix de l’andesita pel seu contingut en sílice inferior al 52%.
Sovint no és pràctic determinar la composició mineral de les roques volcàniques, a causa de la seva mida de gra molt fina, és llavors quan la roca es classifica químicament, essent especialment important el contingut total d’òxids de metall alcalí i sílice (TAS). El basalt es defineix llavors com a roca volcànica amb un contingut del 45% al 52% de sílice i no més del 5% d’òxids de metall alcalí. Això situa el basalt al camp B del diagrama TAS. Aquesta composició es descriu com a màfica.
El basalt sol ser de color gris fosc a negre, a causa del seu alt contingut en augita o altres piroxens de color fosc, però pot presentar una àmplia gamma d'elements o minerals que l'enfosqueixen. Alguns basalts són força clars a causa d'un alt contingut de plagioclasa, i de vegades es descriuen com a leucobasalts. El basalt més clar pot ser difícil de distingir de l’andesita, però una regla general comuna, emprada pels investigacions de camp, és que el basalt té un índex de color de 35 o superior.
Les propietats físiques del basalt reflecteixen el seu contingut de sílice relativament baix i el seu contingut en ferro i magnesi. La densitat mitjana de basalt és de 2,9 g/cm3, en comparació amb una densitat típica de granit de 2,7 g/cm3. La viscositat del magma basàltic és relativament baixa, al voltant de 104 a 105 cP, tot i que encara són molts ordres de magnitud superiors a l'aigua (que té una viscositat d’1 cP). La viscositat del magma basàltic, si hom ho compara amb un exemple quotidià, és similar a la del quètxup.
El basalt és sovint porfític, amb cristalls més grans (fenocristalls) formats abans de l'extrusió que es troben incrustats en una matriu de gra més fi. Aquests fenocristalls solen ser d'augita, olivina o de plagioclasa rica en calci; aquests minerals tenen les temperatures de fusió més altes dels minerals típics que poden cristal·litzar a partir de la massa fosa i, per tant, són els primers a formar cristalls sòlids (vegeu diferenciació magmàtica).
El basalt sovint conté vesícules, formades quan els gasos dissolts surten del magma a mesura que es descomprimeix durant la seva aproximació a la superfície, i la lava en erupció es solidifica abans que els gasos puguin escapar. Quan les vesícules representen una fracció substancial del volum de la roca, la roca es descriu com a escòria.
El terme basalt s'aplica de vegades a roques intrusives poc profundes amb les composicions típiques del basalt. Aquestes roques, de composició basàltica però textura fanerítica (més gruixuda) s'anomenen diabases (o dolerites); quan són de gra més groller s'anomenen gabres. La diabasa i el gabre són, doncs, els equivalents hipabisals i plutònics del basalt, respectivament.

## Petrologia

### Mineralogia
La mineralogia del basalt es caracteritza per una preponderància de plagioclasi càlcica i piroxè. L'olivina també pot ser un component significatiu. Els minerals accessoris presents en quantitats relativament menors inclouen òxids de ferro i òxids de ferro-titani, com magnetita, ulvöspinel·la i ilmenita. A causa de la presència d’aquests minerals òxids, el basalt pot adquirir característiques magnètiques fortes a mesura que es refreda; és per aquest motiu que diferents estudis paleomagnètics han fet un ús extens del basalt.
Al basalt toleític, el piroxè (augita i ortopiroxè o pigeonita) i la plagioclasa rica en calci són fenocristalls comuns. L’olivina també pot ser un fenocristall i, quan n'hi ha, pot tenir corones de pigeonita. La matriu de gra fi conté quars intersticial o tridimita o cristobalita. El basalt toleitiític d’olivina té augita i ortopiroxè o pigeonita amb abundant olivina, aquesta, però, pot tenir vores de piroxè i és poc probable que estigui present a la matriu.
Els basalts alcalins solen tenir conjunts minerals que no tenen ortopiroxè però contenen olivina. Els fenocristalls de feldespat solen tenir una composició de labradorita a andesina. L’augita és rica en titani en comparació amb l’augita en el basalt toleïític. Minerals com el feldespat alcalí, la leucita, la nefelina, la sodalita, la flogopita i l'apatita poden estar presents a la matriu.
El basalt té temperatures elevades de liquidus i solidus: els valors a la superfície terrestre són propers o superiors als 1200 °C (liquidus) i propers o inferiors als 1000 °C (solidus); aquests valors són superiors als d'altres roques ígnies comunes.
La majoria dels basalts toleiítics es formen a aproximadament 50-100 km de profunditat dins del mantell. Molts basalts alcalins es poden formar a profunditats més grans, potser fins a 150-200 km. L'origen del basalt ric en alúmina continua sent controvertit, amb desacord sobre si es tracta d'un producte fruit d'una fusió primària o derivat d'altres tipus de basalt per fraccionament.

### Geoquímica
En relació amb les roques ígnies més comunes, les composicions de basalt són riques en MgO i CaO i baixes en SiO₂ i òxids alcalins, és a dir, Na₂O + K₂O, d'acord amb la seva classificació TAS. El basalt conté més sílice que el picrobasalt i la majoria de basanites i tefrites, però menys que l'andesita basàltica. El basalt té un contingut total més baix d’òxids alcalins que el traquibasalt i la majoria de basanites i tefrites. El basalt generalment té una composició de 45-52% en pes de SiO₂, 2-5% en pes d’alcalins totals, 0,5-2,0% en pes de TiO2, 5-14% en pes FeO i 14% en pes o més d’Al₂O₃. Els continguts de CaO solen estar prop del 10% en pes, els de MgO solen estar entre el 5 i el 12% en pes. Els basalts amb alta alúmina tenen un contingut d'alumini d’un 17-19% en pes d’Al₂O₃; les boninites tenen un contingut de magnesi (MgO) de fins al 15%. Les roques màfiques rares en feldespatoides, semblants als basalts alcalins, poden tenir un contingut de Na₂O + K₂O del 12% o més.
Les abundàncies de lantànids o elements de terres rares (REE) poden ser una eina de diagnòstic útil per ajudar a explicar la història de la cristal·lització de minerals a mesura que es refreda la fosa. En particular, l’abundància relativa d'europi en comparació amb les altres REE és sovint notablement superior o inferior, i s'anomena anomalia de l'europi. Sorgeix perquè Eu2+ pot substituir el Ca2+ en la plagioclasa, a diferència de qualsevol dels altres lantànids, que tendeixen a formar només cations 3+.
Els basalts de la dorsal oceànica mitjana (MORB) i els seus equivalents intrusius, els gabres, són les roques ígnies característiques que es formen a les dorsals oceàniques mitjanes. Són basalts toleiítics particularment baixos en àlcalis total i en oligoelements incompatibles, i tenen patrons de REE relativament plans, normalitzats a valors de mantell o de condrita. En canvi, els basalts alcalins tenen patrons normalitzats molt enriquits en REE lleugeres i amb més abundància de REE i d'altres elements incompatibles. Com que el basalt MORB es considera una clau per entendre la tectònica de plaques, les seves composicions han estat molt estudiades. Tot i que aquestes composicions són distintives en relació amb les composicions mitjanes de basalts refredats en altres entorns, no són uniformes. Per exemple, les composicions canvien amb la posició al llarg de la dorsal mesoatlàntica, i les composicions també presenten diferents rangs en diferents conques oceàniques. Els basalts de les dorsals de l’oceà mitjà s'han subdividit en varietats com la normal (NMORB) i les lleugerament més enriquides en elements incompatibles (EMORB).
Les relacions d'isòtops d'elements com ara l'estronci, el neodimi, el plom, l'hafni i l'osmi en els basalts s'han estudiat per tal de conèixer l'evolució del mantell de la Terra. Les relacions isotòpiques de gasos nobles, com ara 3He/4He, també tenen un gran valor: per exemple, les relacions per als basalts oscil·len entre 6 i 10 per al basalt toleiític de la dorsal de l’oceà (normalitzat a valors atmosfèrics), però fins a entre 15 i 24 -i més- per als basalts de les illes oceàniques que es creu que provenien de plomalls mantèl·lics.
Les roques mare a partir de les quals es forma el magma basàltic per fusió, probablement eren, entre d'altres, peridotites i piroxenites.

## Exemples de formacions terrestres
El poble de Castellfollit de la Roca, a la comarca de la Garrotxa, té la peculiaritat d'estar situat al damunt d'una espectacular cinglera basàltica. El basalt extret de pedreres com la del Boscarró, al municipi garrotxí de Sant Joan les Fonts, ha estat utilitzat per fer-ne llambordes per pavimentar carrers i carreteres.
És mundialment coneguda la formació basàltica anomenada Calçada del Gegant (en anglès, Giant's Causeway, i en gaèlic irlandès, Clochán an Aifir o Clochán na bhFómharach), situada a la costa nord-est d'Irlanda del Nord, al comtat d'Antrim, i formada per columnes basàltiques majoritàriament hexagonals procedents del refredament d'una colada.